# Copa Italia 2024-25
La Coppa Italia 2024-25 —denominada Coppa Italia Frecciarossa por motivos de patrocinio— fue la 78.ª edición de la copa nacional del fútbol italiano.
Bologna fue el campeón de esta edición por tercera vez en su historia tras ganarle en la final 1-0 al Milan.

## Formato
Los equipos participaron en la competición en varias etapas, de la siguiente manera:
- Primera fase (partido único)
  - Ronda preliminar: comienzan el torneo los cuatro equipos de la Serie C y los cuatro de la Serie B.
  - Primera ronda: a los cuatro ganadores se unirán los 16 equipos restantes de la Serie B y 12 equipos de la Serie A.
  - Segunda ronda: se enfrentan los 16 ganadores.

- Segunda fase
  - Octavos de final (partido único): a los ocho ganadores se les unirán los clubes de la Serie A, cabezas de serie 1 a 8.
  - Cuartos de final (partido único): los ocho ganadores se enfrentan entre sí.
  - Semifinales (ida y vuelta): los cuatro ganadores se enfrentan entre sí.
  - Final (partido único): los dos ganadores se enfrentan entre sí.

## Calendario
| Fase                | Ronda            | Fecha                          |
| ------------------- | ---------------- | ------------------------------ |
| Fase Clasificatoria | Ronda preliminar | 3 y 4 de agosto de 2024        |
| Fase Clasificatoria | 1.ª ronda        | 9 al 12 de agosto de 2024      |
| Fase Clasificatoria | 2.ª ronda        | 24 al 26 de septiembre de 2024 |
| Fase Final          | Octavos de final | 3 al 19 de diciembre de 2024   |
| Fase Final          | Cuartos de final | 4 al 26 de febrero de 2025     |
| Fase Final          | Semifinales      | 1 al 24 de abril del 2025      |
| Fase Final          | Final            | 14 de mayo de 2025             |

## Fase Clasificatoria

### Ronda preliminar
En esta ronda compitieron un total de ocho equipos de la Serie B y la Serie C, de los cuales cuatro avanzaron.
| 3 de agosto de 2024 | Carrarese                 | 2:1 (0:0) | Catania     | Stadio Comunale, Chiavari                                   |                                                             |
| 18:00 CEST          | Cherubini 46' · Cerri 89' | Reporte   | Popovic 54' | Asistencia: 1.707 espectadores Árbitro(s): Andrea Calzavara | Asistencia: 1.707 espectadores Árbitro(s): Andrea Calzavara |

| 3 de agosto de 2024 | Torres      | 1:2 (0:2) | Mantova                  | Stadio Vanni Sanna, Sassari                               |                                                           |
| 20:30 CEST          | Goglino 74' | Reporte   | Trimboli 14' · Fiori 21' | Asistencia: 2.995 espectadores Árbitro(s): Andrea Zanotti | Asistencia: 2.995 espectadores Árbitro(s): Andrea Zanotti |

| 4 de agosto de 2024 | Cesena                                    | 3:1 (2:0) | Padova         | Stadio Dino Manuzzi, Cesena                               |                                                           |
| 20:30 CEST          | Kargbo 9' · Shpendi 38' · Francesconi 86' | Reporte   | Bortolussi 73' | Asistencia: 4.468 espectadores Árbitro(s): Luca De Angeli | Asistencia: 4.468 espectadores Árbitro(s): Luca De Angeli |

| 4 de agosto de 2024 | Avellino                            | 3:1 (2:1) | Juve Stabia | Stadio Partenio-Adriano Lombardi, Avellino                 |                                                            |
| 20:45 CEST          | Tribuzzi 2', 66' · Frascatore 45+1' | Reporte   | Piscopo 21' | Asistencia: 5.050 espectadores Árbitro(s): Roberto Lovison | Asistencia: 5.050 espectadores Árbitro(s): Roberto Lovison |

### Primera ronda
Un total de 32 equipos (4 ganadores de la ronda preliminar, los 16 equipos restantes de la Serie B y 12 equipos de la Serie A cabezas de serie, 9-20) compitieron en esta ronda, 16 de los cuales avanzaron a la segunda ronda.
| 9 de agosto de 2024 | Sassuolo                       | 2:1 (1:0) | Cittadella  | MAPEI Stadium - Città del Tricolore, Reggio Emilia             |                                                                |
| 18:00 CEST          | Mulattieri 45' · Laurienté 58' | Reporte   | Baldini 48' | Asistencia: 2.000 espectadores Árbitro(s): Alessandro Prontera | Asistencia: 2.000 espectadores Árbitro(s): Alessandro Prontera |

| 9 de agosto de 2024 | Udinese                                                  | 4:0 (1:0) | Avellino | Stadio Friuli, Udine                                        |                                                             |
| 18:30 CEST          | Brenner 41' · Thauvin 50' (pen.) · Lucca 58' · Davis 87' | Reporte   |          | Asistencia: 5.850 espectadores Árbitro(s): Gabriele Scatena | Asistencia: 5.850 espectadores Árbitro(s): Gabriele Scatena |

| 9 de agosto de 2024 | Genoa       | 1:0 (0:0) | Reggiana | Stadio Luigi Ferraris, Génova                               |                                                             |
| 20:45 CEST          | Messias 65' | Reporte   |          | Asistencia: 25.000 espectadores Árbitro(s): Davide Di Marco | Asistencia: 25.000 espectadores Árbitro(s): Davide Di Marco |

| 9 de agosto de 2024 | Monza                                                                               | 0:0 (9:8 p.)               | Südtirol                                                                                | Stadio Brianteo, Monza                                     |                                                            |
| 21:15 CEST          |                                                                                     | Reporte                    |                                                                                         | Asistencia: 7.139 espectadores Árbitro(s): Francesco Cosso | Asistencia: 7.139 espectadores Árbitro(s): Francesco Cosso |
|                     |                                                                                     | Tiros desde el punto penal |                                                                                         |                                                            |                                                            |
|                     | Caprari · Mota · Sensi - Caldirola · Marić · Pereira · Kyriakopoulos · Bondo · Izzo |                            | Merkaj · Molina · Kurtić · Arrigoni · Crespi · Masiello · Davi · Ceppitelli · Praszelik |                                                            |                                                            |

| 10 de agosto de 2024 | Cremonese                                                        | 1:1 (0:0, 0:0) (5:4 p.)    | Bari                                                       | Stadio Giovanni Zini, Cremona                            |                                                          |
| 18:00 CEST           | De Luca 68'                                                      | Reporte                    | Manzari 80'                                                | Asistencia: 3.724 espectadores Árbitro(s): Simone Galipò | Asistencia: 3.724 espectadores Árbitro(s): Simone Galipò |
|                      |                                                                  | Tiros desde el punto penal |                                                            |                                                          |                                                          |
|                      | De Luca · Vázquez · Sernicola · Barbieri · Collocolo · Bonazzoli |                            | Benali · Vicari · Sibilli · Manzari · Novakovich · Oliveri |                                                          |                                                          |

| 10 de agosto de 2024 | Hellas Verona | 1:2 (0:1) | Cesena                   | Stadio Marcantonio Bentegodi, Verona                        |                                                             |
| 18:30 CEST           | Tengstedt 75' | Reporte   | Kargbo 44' · Shpendi 49' | Asistencia: 7.048 espectadores Árbitro(s): Valerio Crezzini | Asistencia: 7.048 espectadores Árbitro(s): Valerio Crezzini |

| 10 de agosto de 2024 | Empoli                                         | 4:1 (1:1) | Catanzaro  | Stadio Carlo Castellani, Empoli                        |                                                        |
| 20:45 CEST           | Fazzini 8', 90+3' · Colombo 48' · Esposito 56' | Reporte   | Bonini 13' | Asistencia: 1.738 espectadores Árbitro(s): Ruben Arena | Asistencia: 1.738 espectadores Árbitro(s): Ruben Arena |

| 10 de agosto de 2024 | Napoli                                                   | 0:0 (4:3 p.)               | Modena                                            | Stadio Diego Armando Maradona, Nápoles                     |                                                            |
| 21:15 CEST           |                                                          | Reporte                    |                                                   | Asistencia: 40.000 espectadores Árbitro(s): Kevin Bonacina | Asistencia: 40.000 espectadores Árbitro(s): Kevin Bonacina |
|                      |                                                          | Tiros desde el punto penal |                                                   |                                                            |                                                            |
|                      | Di Lorenzo · Cheddira · Ngonge · Simeone · Kvaratskhelia |                            | Palumbo · Magnino · Battistella · Bozhanaj · Zaro |                                                            |                                                            |

| 11 de agosto de 2024 | Brescia                       | 3:1 (1:0) | Venezia   | Stadio Mario Rigamonti, Brescia                                       |                                                                       |
| 18:00 CEST           | Borrelli 14' · Olzer 46', 82' | Reporte   | Idzes 89' | Asistencia: 4.310 espectadores Árbitro(s): Maria Sole Ferrieri Caputi | Asistencia: 4.310 espectadores Árbitro(s): Maria Sole Ferrieri Caputi |

| 11 de agosto de 2024 | Parma | 0:1 (0:1) | Palermo       | Stadio Ennio Tardini, Parma                                  |                                                              |
| 18:30 CEST           |       | Reporte   | Insigne 45+2' | Asistencia: 5.034 espectadores Árbitro(s): Daniele Perenzoni | Asistencia: 5.034 espectadores Árbitro(s): Daniele Perenzoni |

| 11 de agosto de 2024 | Sampdoria                                        | 1:1 (1:1) (4:3 p.)         | Como                                               | Stadio Luigi Ferraris, Génova                              |                                                            |
| 20:45 CEST           | Ioannou 37'                                      | Reporte                    | Cutrone 44'                                        | Asistencia: 14.196 espectadores Árbitro(s): Giuseppe Collu | Asistencia: 14.196 espectadores Árbitro(s): Giuseppe Collu |
|                      |                                                  | Tiros desde el punto penal |                                                    |                                                            |                                                            |
|                      | Vieira · Benedetti · Meulensteen · Coda · Tutino |                            | Da Cunha · Verdi · Braunöder · Baselli · Strefezza |                                                            |                                                            |

| 11 de agosto de 2024 | Torino                    | 2:0 (1:0) | Cosenza | Stadio Olimpico Grande Torino, Turín                        |                                                             |
| 21:15 CEST           | Camporese 1' · Zapata 84' | Reporte   |         | Asistencia: 12.035 espectadores Árbitro(s): Davide Ghersini | Asistencia: 12.035 espectadores Árbitro(s): Davide Ghersini |

| 12 de agosto de 2024 | Frosinone | 0:3 (0:2) | Pisa                                   | Stadio Benito Stirpe, Frosinone                               |                                                               |
| 18:00 CEST           |           | Reporte   | Tramoni 28' · Bonfanti 44' · Arena 89' | Asistencia: 9.384 espectadores Árbitro(s): Francesco Fourneau | Asistencia: 9.384 espectadores Árbitro(s): Francesco Fourneau |

| 12 de agosto de 2024 | Lecce                     | 2:1 (1:0) | Mantova        | Stadio Via del Mare, Lecce                              |                                                         |
| 18:30 CEST           | Gaspar 14' · Krstović 86' | Reporte   | Bragantini 73' | Asistencia: 11.424 espectadores Árbitro(s): Mario Perri | Asistencia: 11.424 espectadores Árbitro(s): Mario Perri |

| 12 de agosto de 2024 | Salernitana                            | 3:3 (0:2) (5:4 p.)         | Spezia                                                | Stadio Arechi, Salerno                                     |                                                            |
| 20:45 CEST           | Kallon 53' · Dia 68' (pen.), 90+3'     | Reporte                    | Candelari 43' · Soleri 45', 56'                       | Asistencia: 6.905 espectadores Árbitro(s): Daniele Rutella | Asistencia: 6.905 espectadores Árbitro(s): Daniele Rutella |
|                      |                                        | Tiros desde el punto penal |                                                       |                                                            |                                                            |
|                      | Dia · Kallon · Simy · Bronn · Bradarić |                            | Di Serio · Hristov · Nagy · S. Esposito · P. Esposito |                                                            |                                                            |

| 12 de agosto de 2024 | Cagliari                     | 3:1 (2:0) | Carrarese  | Unipol Domus, Cagliari                                    |                                                           |
| 21:15 CEST           | Piccoli 33', 41' · Prati 71' | Reporte   | Panico 55' | Asistencia: 15.870 espectadores Árbitro(s): Ivano Pezzuto | Asistencia: 15.870 espectadores Árbitro(s): Ivano Pezzuto |

### Segunda ronda
Los dieciséis equipos ganadores de la primera ronda compitieron en la segunda ronda, ocho de los cuales avanzaron a los octavos de final.
| 24 de septiembre de 2024 | Lecce | 0:2 (0:1) | Sassuolo                       | Stadio Via del Mare, Lecce                                    |                                                               |
| 16:00 CEST               |       | Reporte   | Muharemović 13' · D'Andrea 79' | Asistencia: 13.951 espectadores Árbitro(s): Daniele Perenzoni | Asistencia: 13.951 espectadores Árbitro(s): Daniele Perenzoni |

| 24 de septiembre de 2024 | Cagliari     | 1:0 (0:0) | Cremonese | Unipol Domus, Cagliari                                     |                                                            |
| 18:30 CEST               | Lapadula 60' | Reporte   |           | Asistencia: 11.017 espectadores Árbitro(s): Kevin Bonacina | Asistencia: 11.017 espectadores Árbitro(s): Kevin Bonacina |

| 24 de septiembre de 2024 | Torino    | 1:2 (0:1) | Empoli               | Stadio Olimpico Grande Torino, Turín                        |                                                             |
| 21:00 CEST               | Adams 74' | Reporte   | Ekong 30' · Haas 90' | Asistencia: 12.334 espectadores Árbitro(s): Davide Ghersini | Asistencia: 12.334 espectadores Árbitro(s): Davide Ghersini |

| 25 de septiembre de 2024 | Pisa | 0:1 (0:0) | Cesena    | Arena Garibaldi – Stadio Romeo Anconetani, Pisa            |                                                            |
| 16:00 CEST               |      | Reporte   | Celia 54' | Asistencia: 3.347 espectadores Árbitro(s): Daniele Rutella | Asistencia: 3.347 espectadores Árbitro(s): Daniele Rutella |

| 25 de septiembre de 2024 | Udinese                                        | 3:1 (2:1) | Salernitana | Stadio Friuli, Udine                                       |                                                            |
| 18:30 CEST               | Bijol 20' · Lucca 44' (pen.) · Ekkelenkamp 47' | Reporte   | Simy 25'    | Asistencia: 4.940 espectadores Árbitro(s): Francesco Cosso | Asistencia: 4.940 espectadores Árbitro(s): Francesco Cosso |

| 25 de septiembre de 2024 | Genoa                                                              | 1:1 (1:0) (5:6 p.)         | Sampdoria                                                               | Stadio Luigi Ferraris, Génova                                 |                                                               |
| 21:00 CEST               | Pinamonti 9'                                                       | Reporte                    | Borini 83'                                                              | Asistencia: 28.575 espectadores Árbitro(s): Federico La Penna | Asistencia: 28.575 espectadores Árbitro(s): Federico La Penna |
|                          |                                                                    | Tiros desde el punto penal |                                                                         |                                                               |                                                               |
|                          | Miretti · Bani · Bohinen · Vásquez · Vogliacco · Frendrup · Zanoli |                            | Borini · Bereszyński · Benedetti · Depaoli · Tutino · Sekulov · Barreca |                                                               |                                                               |

| 26 de septiembre de 2024 | Monza                                        | 3:1 (2:0) | Brescia    | Stadio Brianteo, Monza                                      |                                                             |
| 18:30 CEST               | Kyriakopoulos 5' · Pessina 11' · Caprari 40' | Reporte   | Nuamah 68' | Asistencia: 3.782 espectadores Árbitro(s): Federico Dionisi | Asistencia: 3.782 espectadores Árbitro(s): Federico Dionisi |

| 26 de septiembre de 2024 | Napoli                                                      | 5:0 (3:0) | Palermo | Stadio Diego Armando Maradona, Nápoles                     |                                                            |
| 21:00 CEST               | Ngonge 7', 12' · Juan Jesus 42' · Neres 70' · McTominay 77' | Reporte   |         | Asistencia: 51.000 espectadores Árbitro(s): Giuseppe Collu | Asistencia: 51.000 espectadores Árbitro(s): Giuseppe Collu |

## Fase Final
|  | Octavos de final | Octavos de final |         |          | Cuartos de final | Cuartos de final |  |        | Semifinales | Semifinales | Semifinales | Semifinales |  |         | Final | Final |  |
|  |                  |                  |         |          |                  |                  |  |        |             |             |             |             |  |         |       |       |  |
|  |                  |                  |         |          |                  |                  |  |        |             |             |             |             |  |         |       |       |  |
|  | Juventus         | 4                |         |          |                  |                  |  |        |             |             |             |             |  |         |       |       |  |
|  | Juventus         | 4                |         |          |                  |                  |  |        |             |             |             |             |  |         |       |       |  |
|  | Cagliari         | 0                |         |          |                  |                  |  |        |             |             |             |             |  |         |       |       |  |
|  | Cagliari         | 0                |         | Juventus | 1 (2)            |                  |  |        |             |             |             |             |  |         |       |       |  |
|  |                  |                  |         | Juventus | 1 (2)            |                  |  |        |             |             |             |             |  |         |       |       |  |
|  |                  |                  | Empoli  | 1 (4)    |                  |                  |  |        |             |             |             |             |  |         |       |       |  |
|  | Fiorentina       | 2 (3)            | Empoli  | 1 (4)    |                  |                  |  |        |             |             |             |             |  |         |       |       |  |
|  | Fiorentina       | 2 (3)            |         |          |                  |                  |  |        |             |             |             |             |  |         |       |       |  |
|  | Empoli           | 2 (4)            |         |          |                  |                  |  |        |             |             |             |             |  |         |       |       |  |
|  | Empoli           | 2 (4)            |         |          |                  |                  |  | Empoli | 0           | 1           | 1           |             |  |         |       |       |  |
|  |                  |                  |         |          |                  |                  |  | Empoli | 0           | 1           | 1           |             |  |         |       |       |  |
|  |                  |                  | Bologna | 3        | 2                | 5                |  |        |             |             |             |             |  |         |       |       |  |
|  | Atalanta         | 6                | Bologna | 3        | 2                | 5                |  |        |             |             |             |             |  |         |       |       |  |
|  | Atalanta         | 6                |         |          |                  |                  |  |        |             |             |             |             |  |         |       |       |  |
|  | Cesena           | 1                |         |          |                  |                  |  |        |             |             |             |             |  |         |       |       |  |
|  | Cesena           | 1                |         | Atalanta | 0                |                  |  |        |             |             |             |             |  |         |       |       |  |
|  |                  |                  |         | Atalanta | 0                |                  |  |        |             |             |             |             |  |         |       |       |  |
|  |                  |                  | Bologna | 1        |                  |                  |  |        |             |             |             |             |  |         |       |       |  |
|  | Bologna          | 4                | Bologna | 1        |                  |                  |  |        |             |             |             |             |  |         |       |       |  |
|  | Bologna          | 4                |         |          |                  |                  |  |        |             |             |             |             |  |         |       |       |  |
|  | Monza            | 0                |         |          |                  |                  |  |        |             |             |             |             |  |         |       |       |  |
|  | Monza            | 0                |         |          |                  |                  |  |        |             |             |             |             |  | Bologna | 1     |       |  |
|  |                  |                  |         |          |                  |                  |  |        |             |             |             |             |  | Bologna | 1     |       |  |
|  |                  |                  | Milan   | 0        |                  |                  |  |        |             |             |             |             |  |         |       |       |  |
|  | Milan            | 6                | Milan   | 0        |                  |                  |  |        |             |             |             |             |  |         |       |       |  |
|  | Milan            | 6                |         |          |                  |                  |  |        |             |             |             |             |  |         |       |       |  |
|  | Sassuolo         | 1                |         |          |                  |                  |  |        |             |             |             |             |  |         |       |       |  |
|  | Sassuolo         | 1                |         | Milan    | 3                |                  |  |        |             |             |             |             |  |         |       |       |  |
|  |                  |                  |         | Milan    | 3                |                  |  |        |             |             |             |             |  |         |       |       |  |
|  |                  |                  | Roma    | 1        |                  |                  |  |        |             |             |             |             |  |         |       |       |  |
|  | Roma             | 4                | Roma    | 1        |                  |                  |  |        |             |             |             |             |  |         |       |       |  |
|  | Roma             | 4                |         |          |                  |                  |  |        |             |             |             |             |  |         |       |       |  |
|  | Sampdoria        | 1                |         |          |                  |                  |  |        |             |             |             |             |  |         |       |       |  |
|  | Sampdoria        | 1                |         |          |                  |                  |  | Milan  | 1           | 3           | 4           |             |  |         |       |       |  |
|  |                  |                  |         |          |                  |                  |  | Milan  | 1           | 3           | 4           |             |  |         |       |       |  |
|  |                  |                  | Inter   | 1        | 0                | 1                |  |        |             |             |             |             |  |         |       |       |  |
|  | Inter            | 2                | Inter   | 1        | 0                | 1                |  |        |             |             |             |             |  |         |       |       |  |
|  | Inter            | 2                |         |          |                  |                  |  |        |             |             |             |             |  |         |       |       |  |
|  | Udinese          | 0                |         |          |                  |                  |  |        |             |             |             |             |  |         |       |       |  |
|  | Udinese          | 0                |         | Inter    | 2                |                  |  |        |             |             |             |             |  |         |       |       |  |
|  |                  |                  |         | Inter    | 2                |                  |  |        |             |             |             |             |  |         |       |       |  |
|  |                  |                  | Lazio   | 0        |                  |                  |  |        |             |             |             |             |  |         |       |       |  |
|  | Lazio            | 3                | Lazio   | 0        |                  |                  |  |        |             |             |             |             |  |         |       |       |  |
|  | Lazio            | 3                |         |          |                  |                  |  |        |             |             |             |             |  |         |       |       |  |
|  | Napoli           | 1                |         |          |                  |                  |  |        |             |             |             |             |  |         |       |       |  |
|  | Napoli           | 1                |         |          |                  |                  |  |        |             |             |             |             |  |         |       |       |  |
|  |                  |                  |         |          |                  |                  |  |        |             |             |             |             |  |         |       |       |  |

### Octavos de final
Los partidos de octavos de final se jugaron entre los ocho ganadores de la segunda ronda y los clubes clasificados del 1 al 8 en la Serie A 2023-24.
| 3 de diciembre de 2024 | Bologna                                                | 4:0 (2:0) | Monza | Stadio Renato Dall'Ara, Bolonia                                        |                                                                        |
| 18:30 CET              | Pobega 32' · Orsolini 35' · Domínguez 63' · Castro 76' | Reporte   |       | Asistencia: 11.952 espectadores Árbitro(s): Maria Sole Ferrieri Caputi | Asistencia: 11.952 espectadores Árbitro(s): Maria Sole Ferrieri Caputi |

| 3 de diciembre de 2024 | Milan                                                                      | 6:1 (4:0) | Sassuolo       | Stadio San Siro, Milán                                     |                                                            |
| 21:00 CET              | Chukwueze 12', 21' · Reijnders 17' · Leão 23' · Calabria 56' · Abraham 61' | Reporte   | Mulattieri 59' | Asistencia: 31.392 espectadores Árbitro(s): Kevin Bonacina | Asistencia: 31.392 espectadores Árbitro(s): Kevin Bonacina |

| 4 de diciembre de 2024 | Fiorentina                                      | 2:2 (0:1) (3:4 p.)         | Empoli                                              | Stadio Artemio Franchi, Florencia                        |                                                          |
| 21:00 CET              | Kean 59' · Sottil 70'                           | Reporte                    | Ekong 4' · Esposito 75'                             | Asistencia: 17.618 espectadores Árbitro(s): Antonio Giua | Asistencia: 17.618 espectadores Árbitro(s): Antonio Giua |
|                        |                                                 | Tiros desde el punto penal |                                                     |                                                          |                                                          |
|                        | Guðmundsson · Kouamé · Ranieri · Kean · Cataldi |                            | Colombo · Ekong · Henderson · Marianucci · Esposito |                                                          |                                                          |

| 5 de diciembre de 2024 | Lazio                | 3:1 (2:1) | Napoli      | Stadio Olimpico, Roma                                     |                                                           |
| 21:00 CET              | Noslin 32', 41', 50' | Reporte   | Simeone 36' | Asistencia: 35.303 espectadores Árbitro(s): Luca Pairetto | Asistencia: 35.303 espectadores Árbitro(s): Luca Pairetto |

| 17 de diciembre de 2024 | Juventus                                                      | 4:0 (1:0) | Cagliari | Juventus Stadium, Turín                                       |                                                               |
| 21:00 CET               | Vlahović 44' · Koopmeiners 53' · Conceição 80' · González 89' | Reporte   |          | Asistencia: 36.768 espectadores Árbitro(s): Ermanno Feliciani | Asistencia: 36.768 espectadores Árbitro(s): Ermanno Feliciani |

| 18 de diciembre de 2024 | Atalanta                                                                    | 6:1 (4:0) | Cesena     | Stadio Atleti Azzurri d'Italia, Bérgamo                       |                                                               |
| 18:30 CET               | Zappacosta 4' · De Ketelaere 8', 35' · Samardžić 27', 71' · Brescianini 54' | Reporte   | Ceesay 90' | Asistencia: 20.234 espectadores Árbitro(s): Daniele Perenzoni | Asistencia: 20.234 espectadores Árbitro(s): Daniele Perenzoni |

| 18 de diciembre de 2024 | Roma                                           | 4:1 (3:0) | Sampdoria | Stadio Olimpico, Roma                                        |                                                              |
| 21:00 CET               | Dovbyk 9', 19' · Baldanzi 24' · Shomurodov 79' | Reporte   | Yepes 61' | Asistencia: 56.858 espectadores Árbitro(s): Federico Dionisi | Asistencia: 56.858 espectadores Árbitro(s): Federico Dionisi |

| 19 de diciembre de 2024 | Inter                          | 2:0 (2:0) | Udinese | Stadio San Siro, Milán                                   |                                                          |
| 21:00 CET               | Arnautović 30' · Asllani 45+2' | Reporte   |         | Asistencia: 53.756 espectadores Árbitro(s): Luca Massimi | Asistencia: 53.756 espectadores Árbitro(s): Luca Massimi |

### Cuartos de final
Los partidos fueron disputados por los ocho ganadores de la ronda anterior.
| 4 de febrero de 2025 | Atalanta | 0:1 (0:0) | Bologna    | Stadio Atleti Azzurri d'Italia, Bérgamo                     |                                                             |
| 21:00 CET            |          | Reporte   | Castro 80' | Asistencia: 20.492 espectadores Árbitro(s): Livio Marinelli | Asistencia: 20.492 espectadores Árbitro(s): Livio Marinelli |

| 5 de febrero de 2025 | Milan                        | 3:1 (2:0) | Roma       | Stadio San Siro, Milán                                      |                                                             |
| 21:00 CET            | Abraham 16', 42' · Félix 71' | Reporte   | Dovbyk 54' | Asistencia: 57.878 espectadores Árbitro(s): Marco Piccinini | Asistencia: 57.878 espectadores Árbitro(s): Marco Piccinini |

| 25 de febrero de 2025 | Inter                                  | 2:0 (1:0) | Lazio | Stadio San Siro, Milán                                     |                                                            |
| 21:00 CET             | Arnautović 39' · Çalhanoğlu 77' (pen.) | Reporte   |       | Asistencia: 53.333 espectadores Árbitro(s): Michael Fabbri | Asistencia: 53.333 espectadores Árbitro(s): Michael Fabbri |

| 26 de febrero de 2025 | Juventus                                  | 1:1 (0:1) (2:4 p.)         | Empoli                                     | Juventus Stadium, Turín                                        |                                                                |
| 21:00 CET             | Thuram 66'                                | Reporte                    | Maleh 24'                                  | Asistencia: 39.304 espectadores Árbitro(s): Francesco Fourneau | Asistencia: 39.304 espectadores Árbitro(s): Francesco Fourneau |
|                       |                                           | Tiros desde el punto penal |                                            |                                                                |                                                                |
|                       | Locatelli · Conceição · Vlahović · Yıldız |                            | Henderson · Cacace · Pellegri · Marianucci |                                                                |                                                                |

### Semifinales
Las semifinales, que tienen formato de ida y vuelta, se jugaron entre los clubes que avanzaron desde los cuartos de final.
| Ida; 1 de abril de 2025 | Empoli | 0:3 (0:2) | Bologna                          | Stadio Carlo Castellani, Empoli                           |                                                           |
| 21:00 CET               |        | Reporte   | Orsolini 23' · Dallinga 29', 51' | Asistencia: 11.721 espectadores Árbitro(s): Luca Zufferli | Asistencia: 11.721 espectadores Árbitro(s): Luca Zufferli |

| Vuelta; 24 de abril de 2025 | Bologna                   | 2:1 (1:1) (Global 5:1) | Empoli        | Stadio Renato Dall'Ara, Bolonia                              |                                                              |
| 21:00 CET                   | Fabbian 7' · Dallinga 86' | Reporte                | Kovalenko 33' | Asistencia: 27.033 espectadores Árbitro(s): Matteo Marcenaro | Asistencia: 27.033 espectadores Árbitro(s): Matteo Marcenaro |

| Ida; 2 de abril de 2025 | Milan       | 1:1 (0:0) | Inter          | Stadio San Siro, Milán                                     |                                                            |
| 21:00 CET               | Abraham 47' | Reporte   | Çalhanoğlu 67' | Asistencia: 67.595 espectadores Árbitro(s): Michael Fabbri | Asistencia: 67.595 espectadores Árbitro(s): Michael Fabbri |

| Vuelta; 23 de abril de 2025 | Inter | 0:3 (0:1) (Global 1:4) | Milan                          | Stadio San Siro, Milán                                     |                                                            |
| 21:00 CET                   |       | Reporte                | Jović 36', 49' · Reijnders 85' | Asistencia: 75.552 espectadores Árbitro(s): Daniele Doveri | Asistencia: 75.552 espectadores Árbitro(s): Daniele Doveri |

### Final
El partido fue disputado por los dos ganadores de la ronda anterior.
| 14 de mayo de 2025 | Bologna   | 1:0 (0:0) | Milan | Stadio Olimpico, Roma                                        |                                                              |
|                    | Ndoye 53' | Reporte   |       | Asistencia: 68.490 espectadores Árbitro(s): Maurizio Mariani | Asistencia: 68.490 espectadores Árbitro(s): Maurizio Mariani |

| 1     | POR   | Łukasz Skorupski  |     |
| 2     | DEF   | Emil Holm         |     |
| 31    | DEF   | Sam Beukema       | 76' |
| 26    | DEF   | Jhon Lucumí       |     |
| 33    | DEF   | Juan Miranda      |     |
| 8     | MED   | Remo Freuler      |     |
| 19    | MED   | Lewis Ferguson    |     |
| 80    | MED   | Giovanni Fabbian  | 69' |
| 7     | DEL   | Riccardo Orsolini | 69' |
| 9     | DEL   | Santiago Castro   | 80' |
| 11    | DEL   | Dan Ndoye         | 80' |
| D. T. | D. T. | Vincenzo Italiano |     |

| 16    | POR   | Mike Maignan       |     |
| 23    | DEF   | Fikayo Tomori      | 62' |
| 46    | DEF   | Matteo Gabbia      |     |
| 31    | DEF   | Strahinja Pavlović |     |
| 20    | MED   | Álex Jiménez       | 62' |
| 29    | MED   | Youssouf Fofana    | 88' |
| 14    | MED   | Tijjani Reijnders  |     |
| 19    | MED   | Theo Hernández     |     |
| 11    | DEL   | Christian Pulisic  | 87' |
| 10    | DEL   | Rafael Leão        |     |
| 9     | DEL   | Luka Jović         | 62' |
| D. T. | D. T. | Sérgio Conceição   |     |

| 15 | DEF | Nicolò Casale   | 69' |
| 18 | MED | Tommaso Pobega  | 69' |
| 14 | DEF | Davide Calabria | 76' |
| 21 | DEL | Jens Odgaard    | 80' |
| 24 | DEL | Thijs Dallinga  | 80' |

| 32 | DEF | Kyle Walker      | 62' |
| 7  | DEL | Santiago Giménez | 62' |
| 79 | DEL | João Félix       | 62' |
| 90 | DEL | Tammy Abraham    | 87' |
| 21 | DEL | Samuel Chukwueze | 88' |

| 53' | Dan Ndoye | 1:0 |

| 43' · 57' · 74' | Lewis Ferguson Giovanni Fabbian Jhon Lucumí |

| 38' · 45+2' | Fikayo Tomori Christian Pulisic |

| Principal  | Maurizio Marianni    |
| Asistentes | Giorgio Peretti      |
|            | Valerio Corlarossi   |
| Cuarto     | Gianluca Manganiello |

| VAR            | Francesco Meraviglia |
| Asistentes VAR | Paolo Mazzoleni      |

| 1     | POR   | Łukasz Skorupski  |     |
| 2     | DEF   | Emil Holm         |     |
| 31    | DEF   | Sam Beukema       | 76' |
| 26    | DEF   | Jhon Lucumí       |     |
| 33    | DEF   | Juan Miranda      |     |
| 8     | MED   | Remo Freuler      |     |
| 19    | MED   | Lewis Ferguson    |     |
| 80    | MED   | Giovanni Fabbian  | 69' |
| 7     | DEL   | Riccardo Orsolini | 69' |
| 9     | DEL   | Santiago Castro   | 80' |
| 11    | DEL   | Dan Ndoye         | 80' |
| D. T. | D. T. | Vincenzo Italiano |     |

| 16    | POR   | Mike Maignan       |     |
| 23    | DEF   | Fikayo Tomori      | 62' |
| 46    | DEF   | Matteo Gabbia      |     |
| 31    | DEF   | Strahinja Pavlović |     |
| 20    | MED   | Álex Jiménez       | 62' |
| 29    | MED   | Youssouf Fofana    | 88' |
| 14    | MED   | Tijjani Reijnders  |     |
| 19    | MED   | Theo Hernández     |     |
| 11    | DEL   | Christian Pulisic  | 87' |
| 10    | DEL   | Rafael Leão        |     |
| 9     | DEL   | Luka Jović         | 62' |
| D. T. | D. T. | Sérgio Conceição   |     |

| 15 | DEF | Nicolò Casale   | 69' |
| 18 | MED | Tommaso Pobega  | 69' |
| 14 | DEF | Davide Calabria | 76' |
| 21 | DEL | Jens Odgaard    | 80' |
| 24 | DEL | Thijs Dallinga  | 80' |

| 32 | DEF | Kyle Walker      | 62' |
| 7  | DEL | Santiago Giménez | 62' |
| 79 | DEL | João Félix       | 62' |
| 90 | DEL | Tammy Abraham    | 87' |
| 21 | DEL | Samuel Chukwueze | 88' |

| 53' | Dan Ndoye | 1:0 |

| 43' · 57' · 74' | Lewis Ferguson Giovanni Fabbian Jhon Lucumí |

| 38' · 45+2' | Fikayo Tomori Christian Pulisic |

| Principal  | Maurizio Marianni    |
| Asistentes | Giorgio Peretti      |
|            | Valerio Corlarossi   |
| Cuarto     | Gianluca Manganiello |

| VAR            | Francesco Meraviglia |
| Asistentes VAR | Paolo Mazzoleni      |

| 1     | POR   | Łukasz Skorupski  |     |
| 2     | DEF   | Emil Holm         |     |
| 31    | DEF   | Sam Beukema       | 76' |
| 26    | DEF   | Jhon Lucumí       |     |
| 33    | DEF   | Juan Miranda      |     |
| 8     | MED   | Remo Freuler      |     |
| 19    | MED   | Lewis Ferguson    |     |
| 80    | MED   | Giovanni Fabbian  | 69' |
| 7     | DEL   | Riccardo Orsolini | 69' |
| 9     | DEL   | Santiago Castro   | 80' |
| 11    | DEL   | Dan Ndoye         | 80' |
| D. T. | D. T. | Vincenzo Italiano |     |

| 16    | POR   | Mike Maignan       |     |
| 23    | DEF   | Fikayo Tomori      | 62' |
| 46    | DEF   | Matteo Gabbia      |     |
| 31    | DEF   | Strahinja Pavlović |     |
| 20    | MED   | Álex Jiménez       | 62' |
| 29    | MED   | Youssouf Fofana    | 88' |
| 14    | MED   | Tijjani Reijnders  |     |
| 19    | MED   | Theo Hernández     |     |
| 11    | DEL   | Christian Pulisic  | 87' |
| 10    | DEL   | Rafael Leão        |     |
| 9     | DEL   | Luka Jović         | 62' |
| D. T. | D. T. | Sérgio Conceição   |     |

| 15 | DEF | Nicolò Casale   | 69' |
| 18 | MED | Tommaso Pobega  | 69' |
| 14 | DEF | Davide Calabria | 76' |
| 21 | DEL | Jens Odgaard    | 80' |
| 24 | DEL | Thijs Dallinga  | 80' |

| 32 | DEF | Kyle Walker      | 62' |
| 7  | DEL | Santiago Giménez | 62' |
| 79 | DEL | João Félix       | 62' |
| 90 | DEL | Tammy Abraham    | 87' |
| 21 | DEL | Samuel Chukwueze | 88' |

| 53' | Dan Ndoye | 1:0 |

| 43' · 57' · 74' | Lewis Ferguson Giovanni Fabbian Jhon Lucumí |

| 38' · 45+2' | Fikayo Tomori Christian Pulisic |

| Principal  | Maurizio Marianni    |
| Asistentes | Giorgio Peretti      |
|            | Valerio Corlarossi   |
| Cuarto     | Gianluca Manganiello |

| VAR            | Francesco Meraviglia |
| Asistentes VAR | Paolo Mazzoleni      |

| 1     | POR   | Łukasz Skorupski  |     |
| 2     | DEF   | Emil Holm         |     |
| 31    | DEF   | Sam Beukema       | 76' |
| 26    | DEF   | Jhon Lucumí       |     |
| 33    | DEF   | Juan Miranda      |     |
| 8     | MED   | Remo Freuler      |     |
| 19    | MED   | Lewis Ferguson    |     |
| 80    | MED   | Giovanni Fabbian  | 69' |
| 7     | DEL   | Riccardo Orsolini | 69' |
| 9     | DEL   | Santiago Castro   | 80' |
| 11    | DEL   | Dan Ndoye         | 80' |
| D. T. | D. T. | Vincenzo Italiano |     |

| 16    | POR   | Mike Maignan       |     |
| 23    | DEF   | Fikayo Tomori      | 62' |
| 46    | DEF   | Matteo Gabbia      |     |
| 31    | DEF   | Strahinja Pavlović |     |
| 20    | MED   | Álex Jiménez       | 62' |
| 29    | MED   | Youssouf Fofana    | 88' |
| 14    | MED   | Tijjani Reijnders  |     |
| 19    | MED   | Theo Hernández     |     |
| 11    | DEL   | Christian Pulisic  | 87' |
| 10    | DEL   | Rafael Leão        |     |
| 9     | DEL   | Luka Jović         | 62' |
| D. T. | D. T. | Sérgio Conceição   |     |

| 15 | DEF | Nicolò Casale   | 69' |
| 18 | MED | Tommaso Pobega  | 69' |
| 14 | DEF | Davide Calabria | 76' |
| 21 | DEL | Jens Odgaard    | 80' |
| 24 | DEL | Thijs Dallinga  | 80' |

| 32 | DEF | Kyle Walker      | 62' |
| 7  | DEL | Santiago Giménez | 62' |
| 79 | DEL | João Félix       | 62' |
| 90 | DEL | Tammy Abraham    | 87' |
| 21 | DEL | Samuel Chukwueze | 88' |

| 53' | Dan Ndoye | 1:0 |

| 43' · 57' · 74' | Lewis Ferguson Giovanni Fabbian Jhon Lucumí |

| 38' · 45+2' | Fikayo Tomori Christian Pulisic |

| Principal  | Maurizio Marianni    |
| Asistentes | Giorgio Peretti      |
|            | Valerio Corlarossi   |
| Cuarto     | Gianluca Manganiello |

| VAR            | Francesco Meraviglia |
| Asistentes VAR | Paolo Mazzoleni      |

|             |
|             |
| Campeón     |
| Bologna     |
| 3.er título |

## Estadísticas

### Goleadores
| Jugador        | Club    | Goles |
| -------------- | ------- | ----- |
| Tammy Abraham  | Milan   | 4     |
| Thijs Dallinga | Bologna | 3     |
| Artem Dovbyk   | Roma    | 3     |
| Tijjani Noslin | Lazio   | 3     |